# La Montañita (Caquetá)
La Montañita es un municipio de Colombia en el departamento del Caquetá.

## Geografía
El municipio de La Montañita se encuentra situado al Occidente del departamento de Caquetá, a una distancia de 32 km de Florencia, capital departamental. Su extensión territorial es de 1.484 km², y la cabecera municipal se encuentra a una altitud de 450 m s. n. m.

### Clima
La temperatura promedio es de 27 ℃.

### Hidrografía
Recorren el territorio numerosas corrientes, entre ellas los ríos Orteguaza, San Pedro y las quebradas Canoas, La Niña María y La Culebra. 

### Límites
- Norte: Florencia y Paujil.
- Oriente: Paujil y Cartagena del Chairá.
- Occidente: Milán y Florencia.
- Sur: Solano.

## División Político-Administrativa
Aparte de su Cabecera municipal. La Montañita tiene bajo su jurisdicción los siguientes Centros poblados:
- El Berlín
- El Triunfo
- Héctor Ramírez (Agua Bonita)
- La Unión Peneya
- Mateguadua
- Miramar
- Palmeras
- Puerto Brasilia
- Puerto Gaitán
- Reina Baja
- San Isidro

## Historia
En la época precolombina, el territorio del actual municipio de La Montañita estuvo habitado por la tribu indígena Moruimuiname, pertenecientes al pueblo Uitoto. En 1909, el cauchero Apolinar Cuellar construyó un asentamiento en las inmediaciones de la quebrada La Niña. El primer colono fue el señor Zoilo Torres, quien abrió un establecimiento de venta de chicha para los indígenas. Posteriormente llegaron los señores Miguel Adaime, Oliverio España, Luis Felipe Vargas, Francisco Jaramillo, Emilio Tamayo y Gregorio Muñoz, quienes fundaron las primeras fincas. 
El 2 de octubre de 1940, mediante el Acuerdo 19 del Consejo Municipal de Florencia, siendo comisario el señor Francisco Marroquín, fue creado el corregimiento de La Montañita, y se facultó al señor Juan Puyo Falla, personero municipal, para que comprara dos hectáreas de tierra al cacique indígena Inocencio Alvarado, por valor de 50 pesos, para iniciar la construcción del poblado. El mencionado Acuerdo Municipal entró en vigor el 1 de enero de 1941. A partir de entonces, los indígenas de la región huyeron hacia la selva y evitaron volver a entrar en contacto con los colonos.
El 9 de septiembre de 1955, mediante Decreto 2335 emanado de la Presidencia de la República de Colombia, se aprobó el decreto 083 del 6 de julio del mismo año, mediante el cual fue creado el municipio de La Montañita. El primer alcalde municipal fue el sargento primero don Nicolás González B.
Fue afectado por el Conflicto armado interno de Colombia, en el municipio se encontraba el Frente 15 de las FARC-EP, que se enfrentó al Ejército Nacional y paramilitares. En el 2000 fue asesinado su alcalde. Durante el proceso de paz y los acuerdos de paz entre el gobierno y las FARC-EP se ubicó el ETCR Agua Bonita.

## Economía
Agricultura y ganadería, piscicultura y apicultura.

## Medios de comunicación
La población municipal se beneficia con 6 canales de televisión abierta, de ellos 5 son nacionales, uno regional y además opera un canal de televisión cerrada comunitaria. Para la difusión cultural y recreativa cuenta con una emisora comercial en FM. 